# I regni di Nashira
I regni di Nashira è una serie fantasy della scrittrice italiana Licia Troisi. 
I romanzi sono ambientati a Talaria, un mondo immaginario con quattro stati: il regno della primavera, dell'estate, dell'autunno e dell'inverno.
La saga é composta da quattro libri:
- Il sogno di Talitha (pubblicato l'11 novembre 2011, versione best seller 2 ottobre 2012)
- Le spade dei ribelli (pubblicato il 9 novembre 2012, versione best seller 29 ottobre 2013)
- Il sacrificio (pubblicato il 29 ottobre 2013, versione best seller 28 ottobre 2014)
- Il destino di Cetus (pubblicato il 28 aprile 2015, versione best seller 26 aprile 2016)

Tutti i libri sono stati pubblicati da Mondadori.

## Il sogno di Talitha
Talitha è una delle figlie del conte Megassa ed è una fanciulla coraggiosa che ama combattere e sogna di diventare una guerriera. Tuttavia, alla morte improvvisa dell'amata sorella Lebitha - sacerdotessa della Pietra Dell'Aria nel monastero di Messe - il padre la obbliga ad entrare in monastero al posto della sorella defunta, sacrificio a cui Talitha si sottomette a patto che il padre le faccia portare con sé lo schiavo Saiph, un giovane di razza femtita da sempre sottoposta ai talariti.

Giunta in monastero la vita di Talitha subisce un brusco cambiamento. Le giornate sono dure da trascorrere e tutti le sono ostili, tranne due persone: Kora, figlia di commercianti, e Sorella Pelei, insegnante di magia. Tuttavia, né l'amicizia di Kora e di Sorella Pelei né la presenza di Saiph riescono a confortare Talitha. 

Nel frattempo la ragazza trova un messaggio segreto lasciato da Lebitha in cui la sorella accenna ad un mistero - protetto dalle sacerdotesse - che deve essere assolutamente risolto per scongiurare una catastrofe. Talitha quindi, per riuscire a comprendere di quale mistero si tratti, ruba una spada e penetra in un luogo proibito di Messe accompagnata dal fedele Saiph. I due però vengono scoperti e Saiph, addossandosi la colpa di tutto, viene fatto prigioniero e condannato a morte, la sua esecuzione è fissata per il giorno successivo. 

Talitha naturalmente non può permettere che Saiph venga ucciso e, per salvargli la vita, dà fuoco al monastero e ingaggia un'intensa lotta contro le guerriere di Messe durante la quale Sorella Pelei, accorsa in aiuto della ragazza, rimane uccisa.

Sia Talitha che Saiph riescono comunque a fuggire e partono alla ricerca di un eretico che sembra possedere la chiave del mistero, anche se il viaggio non è dei più semplici visto che il conte Megassa è sulle tracce della figlia. Durante il tragitto infatti vengono catturati da Melkise, un cacciatore di taglie, e dal suo schiavo Grif. Ancora una volta però i due ragazzi riescono a liberarsi, anche se Saiph rimane ferito durante la fuga.

Il libro si chiude con Saiph ad un passo dalla morte e l'eretico, il cui nome si scopre essere Verba, che si palesa per rientrare in possesso della sua antica spada, ossia proprio quella spada che Talitha aveva rubato in monastero.

## Le spade dei ribelli
Nel mondo di Nashira la razza femtita è da secoli schiava di quella talarita, ma ora nei quattro regni di Talaria iniziano a scoppiare le rivolte e l'esercito, guidato dal conte Megassa, non riesce a contenerle. 

A sostenere questa guerra è stata proprio sua figlia Talitha che è fuggita insieme al suo schiavo e amico Saiph dal monastero di Messe, la capitale del regno dell'Estate. Talitha e Saiph hanno una missione: salvare Nashira da una catastrofe accaduta millenni prima a cui solo un essere mitico è sopravvissuto: Verba, l'uomo che non può morire e che forse sa come fermare l'apocalisse. Verba però sembra indifferente, fugge via da Talaria nel Luogo Innominato dove nessun Talarita o Femtita può avventurarsi sia per dogmi religiosi che per l'assenza dei talareth, gli alberi che forniscono l'aria a tutta Talaria. 

Talitha e Saiph decidono così di rimanere a combattere con i ribelli ma il femtita, non sentendosi portato per il ruolo di "messia" che gli è stato affidato, decide di andare alla ricerca di Verba lasciando Talitha a combattere contro la sua stessa razza, che ormai ha abbandonato definitivamente. Saiph riesce a trovare Verba e insieme si recano nel regno degli Assyti, una civiltà che millenni prima è stata sterminata dalla stessa catastrofe che ora sta per abbattersi su Nashira. 

Intanto i ribelli assaltano il monastero di Letora ed è qui che Talitha tradisce i suoi compagni per salvare Kora, una sua amica di Messe, fuggita dal monastero dopo aver scoperto una congiura attuata dal conte Megassa, padre di Talitha, e dalla bionda e perfida Grele diventata Piccola Madre dopo la morte di quest'ultima per mano sua. 

Quando nella fuga Kora viene uccisa, Talitha capisce di essere rimasta sola e sente il bisogno della presenza di Saiph.

## Il sacrificio
La fine di Nashira è vicina, e sulle sue terre riarse talariti e femtiti, razze da sempre nemiche, continuano a combattere una guerra sanguinaria, ignari del destino che presto li annienterà. 

Talitha e Saiph appartengono a due popoli diversi, ma lottano per una missione comune: salvare Nashira e scoprire le origini di Verba, la creatura millenaria sopravvissuta a due catastrofi. La risposta è custodita nelle profondità della terra, il luogo inviolato in cui - secondo la religione - dimorano gli dei, ossia il mondo segreto in cui viveva l'antichissimo popolo da cui Verba discende. Una terribile profezia però grava su Saiph, e lo spingerà a prendere una decisione irrevocabile.
Saiph deciderà di assumere la posizione a lui destinata e diventare il "Messia". A causa di questa decisione Talitha e Saiph sono costretti a dividersi di nuovo, Talitha si sente sola senza di lui anche se Melkise e Grif l'accompagnano nel suo viaggio per salvare Nashira dalla furia distruttiva di Cetus, uno dei due soli che illuminano Nashira.
Grazie a Saiph le comunità di Beati (talariti e femtiti che vivono insieme pacificamente e ripudiano la guerra) si diffondono e sia Megassa che Levish, il capo dei ribelli femtiti, iniziano a temere il suo potere. Il destino di Saiph ormai è segnato: dovrà morire per la causa dei beati come gli aveva previsto Verba.

Talitha intanto, braccata dai ribelli e dai soldati talariti, sarà di nuovo costretta a scegliere: lottare per Nashira o seguire Saiph? La sua vita è a un bivio, mentre i due astri che da sempre hanno segnato il fato di Nashira si preparano a riversare sul pianeta un'apocalisse di fuoco.

## Il destino di Cetus
Talitha ha oltrepassato il confine che da millenni separa i popoli della superficie di Nashira dagli Shylar, gli esseri immortali che dimorano nel sottosuolo. Laggiù, dove il tempo è un eterno presente, si nasconde la chiave che forse potrà fermare le esplosioni di Cetus, il sole che ciclicamente distrugge ogni forma di vita in un'apocalisse di fuoco. Intanto un arcano incantesimo ha riportato in vita Saiph per ricongiungerlo a Talitha e ai guerrieri che la accompagnano nella missione. Nei meandri di Shyla scopriranno un mondo multiforme e traboccante di vita, abitato da animali feroci e creature simili a divinità. L'energia magica che lo pervade è governata da regole misteriose e l'enigmatica Nera, guida spirituale degli Shylar, farà qualsiasi cosa per preservarla, a costo di allearsi con l'essere più abietto che calpesta la terra di Nashira: Megassa, padre di Talitha che ha votato la sua vita alla distruzione della figlia e dei suoi alleati...

## Personaggi
- Talitha: È una ragazza molto testarda e coraggiosa, figlia del conte Megassa di Messe, capitale del Regno dell'Estate. Il suo sogno era di entrare nell'esercito talarita ma, a causa della morte della sorella maggiore, Lebitha, è costretta a prendere il suo posto nel monastero di Messe, l'unica cosa che le è concessa è di portare con lei il suo schiavo femtita Saiph con cui è cresciuta e diventata amica. Nel monastero scopre gli intrighi della società e quanto essa sia corrotta e assetata di potere, più di tutti suo padre. Dopo aver scoperto, grazie a degli indizi lasciati da Lebitha, il destino di tutta Nashira decide di salvare il suo mondo e trovare l'eretico ma purtroppo Saiph viene scoperto durante la loro missione ed è condannato a morte. Talitha disperata brucia il monastero per salvare Saiph e così iniziano il loro viaggio. Talitha è considerata la protagonista di tutta la serie e durante il suo percorso e le sue avventure cresce e cambia molto carattere, da ragazzina impulsiva che ha dato fuoco al monastero diventa una donna adulta, non avventata. Impara a conoscere l'amore, prima per Melkise e poi per Saiph e capirà finalmente l'inutilità della guerra. Il suo nome deriva da una stella.
- Saiph: Anche lui come Talitha è cresciuto nel palazzo del conte Megassa a Messe, sempre stato legato alla sua padrona da un amore profondo ma non ricambiato, ha un carattere molto pacifico ed è molto intelligente e odia la guerra. È considerato da tutti il "Messia" perché è in grado di provare dolore e ha una forte risonanza con la magia. Soprattutto nel secondo e nel terzo libro è il coprotagonista insieme a Talitha, in lui si scopre un carattere da avventuriero, sempre alla ricerca della verità infatti anche quando Talitha si ferma ad aiutare i femtiti nella loro guerra lui va avanti nella ricerca, trovando Verba e le sue origini. Il suo nome deriva da una stella.
- Melkise: All'inizio viene presentato come un cacciatore di taglie senza scrupoli, sempre accompagnato dal suo aiutante femtita Grif che lui considera come un figlio. Dopo aver catturato Talitha e Saiph ed esserseli lasciati sfuggire Megassa lo accusa di tradimento ed è costretto a fuggire. Si rincontra con la protagonista al confine tra Talaria e il bosco del Ritorno (o del Divieto). Lì si unisce ai ribelli femtiti con Grif, e Talitha si innamora di lui, non ricambiata. Più avanti il loro rapporto diventerà quasi paterno come quello con Grif.
- Grif: È un femtita e fino al suo incontro con Melkise ha lavorato nelle miniere di ghiaccio del Regno dell'Inverno e per questo gli è stata tagliata la lingua e parla solo con il linguaggio dei segni, è un ragazzino molto sveglio e intelligente. Un bravo combattente che spesso si rivela utile, ha sempre seguito Melkise da quando lo ha salvato ma prova un forte affetto anche per Saiph e Talitha che gli ha salvato la vita.
- Megassa: È il padre di Talitha e Lebitha. un uomo senza cuore, crudele e manipolatore, l'unica cosa che gli interessa è il potere, non ha mai amato la moglie Petra né le sue due figlie, soprattutto la sua secondogenita Talitha che odia per il suo carattere ribelle. Si alleerà con Grele alla quale farà scalare la società ecclesiastica ma per colpa della sua sete di potere commetterà troppi crimini troppo difficili da nascondere anche per lui. La moglie Petra lo prova ad avvelenare, ma lui negli ultimi minuti di coscienza uccide la moglie e si salva grazie al fedele Zasimo.
- Levish: È l'antagonista di Megassa si considera il "Messia" femtita e definisce Saiph un eretico, ha un carattere borioso ma è lodato da tutti i femtiti. Conduce l'esercito ribelle ma complotta con Megassa per uccidere Saiph del quale ha paura perché mina la sua autorità.
- Petra: Madre di Talitha e Lebitha e moglie di Megassa, una donna debole che per paura si piega sempre al marito che la picchia. Megassa l'ha sposata per la sua posizione sociale e per la sua bellezza. Non ha mai dimostrato il suo amore alle figlie e di questo si pente. Sarà costretta dal marito a diventare regina del Regno dell'Estate. Non è mai riuscita a farsi valere ed è sempre stata un burattino nelle mani del marito che la terrorizzava, ma nel quarto libro progetterà di ucciderlo avvelenandolo con la limatura di Pietra dell'Aria, quasi riuscendoci per il rotto della cuffia, ma viene uccisa da Megassa.
- Lebitha: Sorella di Talitha è morta giovanissima a soli 24 anni a causa di una malattia contratta nel monastero, prima di morire lascia a Talitha degli indizi per scoprire la verità sul loro mondo. Viene descritta come una ragazza molto umile e buona.
- Verba: È un essere millenario, né Talarita ne Femtita, ha assistito alla distruzione di Nashira più volte ma non sa come fermare il processo. La sua razza arriva dal sottosuolo ed è antichissima, ha difficoltà a legarsi alle persone dopo la morte della sua amata, Khler, una donna assyta. Predisse la morte di Saiph e per questo non voleva diventasse il "Messia". Aveva due grandi ali diafane ma se le è tagliate per assomigliare di più agli Assyti.
- Khler: Era una dottoressa assita innamorata di Verba, per lei lui ha rinunciato alla solitudine, aveva quasi trovato il modo di bloccare l'esplosione di Cetus ma non ha fatto in tempo e da quando Saiph ha toccato il Meheterval i suoi ricordi rivivono all'interno di lui.
- Lakina: È innamorata di Saiph e gli salva la vita conducendolo con eli nella sua comunità di Beati, crede follemente in lui come "Messia" e prova un profondo rispetto per Talitha. Durante l'assenza della ragazza è stato l'unico appoggio e amica di Saiph e di questo Talitha è gelosa. Lakina è una mezzosangue, madre femtita e padre talarita così ha dovuto passare tutta la sua infanzia nascosta perché i mezzosangue erano considerati senza anima.
- Grele: Dodicesima figli del re del Regno d'Autunno è stata abbandonata nel monastero di Messe. È una ragazza molto ambiziosa e sin dal suo arrivo prende in antipatia Talitha tanto che, quando la protagonista da fuoco al monastero, non salva Grele anche se ne ha l'occasione. La giovane sacerdotessa si salva ma rimane sfigurata e per questo porterà sempre una maschera che le copre il viso, mascherando la parte rimasta sfigurata dall'incendio. Si alleerà con il conte Megassa che la farà arrivare ai vertici della società come Madre dell'Estate ma l'odio per Talitha prevarrà sempre su tutti i suoi obbiettivi che diventeranno secondari, l'unica cosa che le interessa è uccidere Talitha.
- Kora: L'unica amica di Talitha nel monastero, era una ragazza molto dolce e completamente dedita alla preghiera e agli dei. Purtroppo scopre gli inganni di Grele e tenta di fermarla, non riuscendoci è costretta a fuggire, viene ritrovata da Talitha nascosta nel Regno dell'Inverno. Viene processata dai ribelli e condannata a morte. Talitha cerca di salvarla ma non ce la fa e Kora muore.